# Stefan II av Ungern
Stefan II (på ungerska István II), född 1101 död 1131, var kung av Ungern 1116-1131. Han var son till Koloman av Ungern. Han efterträddes av sin brorson, Bela II av Ungern.